# Yunus Parvez
Yunus Parvez (1931 – Mumbai, 11 februari 2007) was een Indiaas acteur die bijrollen speelde in meer dan tweehonderd voornamelijk Hindi-films van begin jaren 1960 tot het begin van de jaren 2000.
Parvez maakte zijn debuut met Kan Kan Men Bhagwan (1963). Hij is vooral bekend van zijn rollen in films als Garm Hava (1974), Deewaar (1975), Trishul (1978), Gol Maal (1979) en Mr. India (1987). Zijn laatste Hindi filmrol was in Bunty Aur Babli (2005). Na zijn overlijden was hij te zien in de Bhojpuri-film Hanuman Bhakta Hawaldaar (2008).
Hij leed aan acute diabetes en moest op 11 februari 2007 voor een behandeling naar het ziekenhuis. Nog op dezelfde dag overleed hij volgens zijn familie. Hij liet een vrouw en twee dochters achter.